# CT kolografi
CT kolografi er en billeddiagnostisk undersøgelse af tyktarmenen. Undersøgelsen består i en røntgen-skanning (CT-skanning) af den udrensede luftfyldte tyktarm (kolon). Tværsnitsbillederne kan "stables elektronisk" så man kan se et rekonstrueret røntgenbillede af indersiden af tyktarmenen. Rekonstrueret på denne måde ligner billederne det man ser ved en kikkertundersøgelse af tyktarmen (koloskopi; eng,: colonoscopy). Derfor blev undersøgelsen også betegnet virtuel koloskopi (eng.: Virtual Colonoscopy) da den blev introduceret af amerikaneren DJ Vining i 1994.
CT kolografi bruges til at påvise polypper eller kræft i tyktarmen. 
Undersøgelsen er stadig mindre akkurat end koloskopi, især for helt små forandringer, men er til gengæld mere sikker og mindre ubehagelig.
En højere diagnostisk præcision (sensitivitet og specificitet) synes at være på vej i kraft af supplerende teknologier. En sådan er f.eks brug af kontrast sammen med tarmudrensningen, hvorved risikoen for at forveksle restafføring med polypper kan mindskes. En anden er elektronisk assisteret diagnostik ved hjælp af farvekodning af tarmens overflade eller tarmvæggens tykkelse.